# Past, present, future
『Past, present, future』は日本のインストゥルメンタル・ロックバンド、LITEの4枚目のミニ・アルバムである。
本作は、アメリカ、ニューヨークのポストロック・バンド "Mice Parade"のヴォーカルである女性シンガー・ソングライター"Caroline"をゲストヴォーカルとして迎え、前作アルバム「For all the Innocence」かの世界感をよりエレクトロニカ色とストーリー性を深めた、LITEとして初となるヴォーカル入り楽曲を含む全5曲を収録。
レコーディングは前作のアルバム同様に、BOOMBOOM SATELLITES などを手掛ける三浦カオル氏を共同プロデューサー、エンジニアに迎えて制作。
前作からのシンセサイザーやサンプリングサウンドが、エレクトロニカな要素を強め、バンドサウンドと完全融合を果たす事に成功。
そしてジャンルを超えた進化をたどりつづけるLITEが、初のヴォーカリストをゲストに迎え、インストゥルメンタルバンドとしての枠を超えた2012年の新たなサウンドの幕開けとなる作品となっている。

## 収録曲
01. Bond
02. Circle
03. 8
04. Time Machine (Guest Vocal:Caroline)
05. Arch (Guest Vocal:Caroline)

## その他
STIFFSLACKからカセットでの限定リリースも行われた。